# Буссолено
Буссолено (итал. Bussoleno, пьем. и фр. Bissulin, франкопров. Busoulin) — коммуна в Италии, располагается в регионе Пьемонт, в провинции Турин.
Население составляет 6627 человек (2008 г.), плотность населения составляет 177 чел./км². Занимает площадь 37 км². Почтовый индекс — 10053. Телефонный код — 0122.
В коммуне 15 августа особо празднуется явление Вознесения Девы Марии.

## Демография
Динамика населения:

## Администрация коммуны
- Официальный сайт: http://www.comune.bussoleno.to.it/ Архивная копия от 1 марта 2010 на Wayback Machine